# Woninghuur (België)
Woninghuur is in België de huur van een woning die de huurder tot hoofdverblijfplaats dient.
Woninghuurovereenkomsten werden in België tot 2014 geregeld door de Wet van 20 februari 1991 betreffende de huurovereenkomsten met betrekking tot de hoofdverblijfplaats van de huurder in het bijzonder (de zgn. "Woninghuurwet"). Deze wet is (bijna volledig) van dwingend recht, waardoor er niet van mag worden afgeweken. Indien de Woninghuurwet zwijgt over een aspect van de huur, dan is het algemeen huurrecht van toepassing.

## Toepassingsgebied
De Woninghuurwet is van toepassing op huurovereenkomsten betreffende de woning die de huurder tot zijn hoofdverblijfplaats bestemt:
- vanaf de ingenottreding, met uitdrukkelijke of stilzwijgende toestemming van de verhuurder,[3] of;
- in de loop van de huurovereenkomst, met de schriftelijke toestemming van de verhuurder.[4]

### Woning
De huurovereenkomst dient dus allereerst te slaan op een woning. De Woninghuurwet definieert een woning als elk roerend of onroerend goed, of een deel ervan, dat tot hoofdverblijfplaats van de huurder is bestemd. Ook de huur van caravans e.d. valt hieronder.

### Hoofdverblijfplaats
Ten tweede moet de woning dienen tot hoofdverblijfplaats van de huurder. Dit is een feitenkwestie. De inschrijving in in het bevolkings- of vreemdelingenregister is niet per se geen doorslaggevende factor hierbij (maar vaak wel). De Woninghuurwet is dus niet van toepassing op tweede verblijven, garages, vakantiewoningen e.d. De Wet is niet van toepassing op huurovereenkomsten aangegaan met een rechtspersoon, aangezien een rechtspersoon zijn hoofdverblijfplaats niet kan hebben in het gehuurde goed, tenzij de rechtspersoon het goed huurt met het oog op onderverhuring (d.w.z. verder verhuren) aan minderbedeelden, zoals OCMW's, verenigingen zonder winstoogmerk, instellingen van openbaar nut of vennootschappen met een sociaal oogmerk.

### Uitzonderingen
De Woninghuurwet is niet van toepassing:
- indien de woninghuurovereenkomst ondergeschikt is aan de hoofdovereenkomst, die betrekking heeft op de functie of de bedrijvigheid van de huurder, bijvoorbeeld:
  - de huur van een conciërgewoning, ondergeschikt aan de arbeidsovereenkomst van de conciërge;
  - de huur van een woning waarin in hoofdzaak een vrij beroep wordt uitgeoefend;
  - de huur van een handelspand waarin de handelshuurder woont.
- indien het gaat om de huur van sociale woningen.

### Toestemming van de verhuurder
De verhuurder moet instemming met de bestemming van het goed tot hoofdverblijfplaats. Deze toestemming kan zowel uitdrukkelijk als stilzwijgend worden gegeven. Wordt die toestemming pas gegeven in de loop van de overeenkomst, dan is een geschrift vereist zodat de Woninghuurwet toepassing zou vinden. Wordt de woning niet meer tot hoofdverblijftplaats gebruikt, dan is de Woninghuurwet niet meer van toepassing.
De toepassing van de Wet is dus afhankelijk van een feitelijke omstandigheid, m.n. de bestemming van het goed.

### Beding tot uitsluiting
Het beding dat de huurder verbiedt om de woning tot zijn hoofdverblijfplaats te bestemmen, is ongeldig en wordt voor niet-geschreven gehouden. Wordt zo'n clausule toch opgenomen in de overeenkomst, dan leidt dit tot de ongeldigheid van de clausule en dus niet van de hele overeenkomst. Indien zo'n beding wél geldig was, dan zou dit leiden tot misbruik waarbij men systematisch de dwingende Woninghuurwet ontwijkt.
Het voorgaande geldt niet mits men gegronde redenen heeft om de woning niet als hoofdverblijfplaats te verhuren, zoals bv. het geval is bij vakantiewoningen. Er moet evenwel voldaan worden aan de volgende voorwaarden:
- de uitsluiting van de bestemming tot hoofdverblijfplaats moet "uitdrukkelijk en ernstig" worden gestaafd, o.m. door te verwijzen naar de "natuurlijke bestemming" van het goed (bv. vakantiewoning);
- in de huurovereenkomst wordt vermeld waar de huurder tijdens de loop van de overeenkomst zijn hoofdverblijfplaats wel heeft.[11]

### Geschrift
Een woninghuurovereenkomst moet verplicht schriftelijk worden opgesteld. Daarnaast moet het contract de volgende gegevens bevatten:
- de identiteit van alle contracterende partijen;
- de begindatum van de overeenkomst;
- de aanwijzing van alle ruimtes en gedeelten van het gebouw die het voorwerp van de verhuur zijn en het bedrag van de huur;
- het bedrag van de huur.

Deze voorwaarden gelden ook voor de huur van studentenkamers.
Wordt geen geschrift opgesteld, dan is de sanctie dat de meest gerede contracterende partij, bij gebreke van uitvoering binnen de acht dagen na een ingebrekestelling die betekend wordt via een per post aangetekende brief of via deurwaardersexploot, de andere partij in voorkomend geval via gerechtelijke weg moet verplichten om een schriftelijke overeenkomst op te stellen, te vervolledigen of te ondertekenen, en indien nodig verzoeken dat het vonnis de waarde zou hebben van een schriftelijke huurovereenkomst. Een voorafgaande mondelinge overeenkomst tussen de partijen perkt echter de bevoegdheid van de rechter in. Deze procedure werd aangeklaagd door de Raad van State, maar het Grondwettelijk Hof verwierp echter de voorziening tot vernietiging. De procedure kan bij verzoekschrift worden ingeleid. De vrederechter moet eerst trachten de partijen te verzoenen. De eis moet luiden dat het recht op een geschrift door de tegenpartij wordt ontzegd. Het vonnis geldt als huurcontract (en wordt in feite door de vrederechter opgesteld).
Aan het contract moet een bijlage worden toegevoegd met een uitleg over volgende wettelijke bepalingen:
- de bepalingen die door het betrokken gewest goedgekeurd werden inzake de normen van gezondheid, veiligheid en bewoonbaarheid;
- een uitleg over de aard van een dwingende regel;
- de bepalingen met betrekking tot de schriftelijke huurovereenkomst,
- de registratie ervan en de kosteloosheid van de registratie;
- de duur van de huurovereenkomst;
- de mogelijkheden om de huurprijs te herzien, de indexering, de lasten;
- de regels opgesteld inzake de huurherstellingen;
- de mogelijkheden om de huurovereenkomst te beëindigen en de erbij horende bepalingen;
- de bepalingen in verband met de verandering van eigenaar;
- de mogelijkheden voor de partijen om bijgestaan te kunnen worden bij een geschil.

Volgens de voorbereidende werken werd deze maatregel ingevoerd aangezien het een beter evenwicht zou creëren tussen huurder en verhuurder, en een schriftelijk contract zou leiden tot een bewustmaking van partijen, zou helpen de registratieverplichting na te leven en de slechte bedoelingen van sommige verhuurders zou belemmeren.

## Staat van het gehuurde goed
De woning moet aan een aantal minimumvereisten voldoen. De woning moet beantwoorden aan de elementaire vereisten van veiligheid, gezondheid en bewoonbaarheid. De beoordeling hiervan gebeurt op het moment dat de huurder in het genot van de woning treedt. Het voorgaande is van dwingend recht, waarvan niet mag worden afgeweken. Er zijn echter verdere vereisten, van aanvullend recht, waarvan wél mag worden afgeweken (tenzij bij renovatiehuurvereenkomsten): de verhuurder moet het goed in een goede staat van onderhoud in alle opzichten leveren in een zodanige staat, dat het kan dienen tot het gebruik waartoe het verhuurd is.
Of een woning veilig, gezond en bewoonbaar is, wordt beoordeeld door de feitenrechter, die aldus een grote beoordelingsmarge krijgt. Een woning is onveilig bij: gevaar voor (gedeeltelijke) instorting, slecht gas- en elektriciteitsleidingen, houtrot of zwammen vergane houten trappen/vloeren, niet geveegde of onvoldoende trekkende schoorstenen, versleten of gevaarlijke verwarmingstoestellen ... Bewoonbaarheid betekent dat een woning aan de elementaire vereisten van leefbaarheid en comfort voldoet, dat het geschikt is om in te leven en wonen. Onbewoonbaar is de woning die: geen of onvoldoende aansluiting op de riolering, drinkwater-, elektriciteits- of gasnet heeft, niet beschikt over voldoende sanitaire voorzieningen, bij onbruikbare vensters, lekkende daken, wateroverlast, geen verwarming noch warm water enz. Gezondheid houdt in dat een woning aan de basisregels van hygiëne en zuiverheid moet voldoen. Omstandigheden die een woning ongezond maken, zijn bijvoorbeeld: de aanwezigheid van ongedierte (insecten, knaagdieren), open rioleringen, overdreven stankhinder, afval gestort in bepaalde delen etc.
Deze criteria hebben echter geleid tot veel onduidelijkheid in rechtspraak en rechtsleer. Door middel van een Koninklijk Besluit heeft de wetgever gepoogd enigszins klaarheid te scheppen door de volgende minimumvoorwaarden op te stellen, m.b.t.:
- de oppervlakte en volume van de woning en functionele vereisten;
- eisen inzake structuur en stabiliteit;
- eisen inzake de afwezigheid van vochtinsijpeling;
- natuurlijke verlichting en verluchting;
- uitrusting (bijvoorbeeld drinkwaterpunt, gootsteen, toilet, goedgekeurde elektrische installatie, verwarming...);
- toegang tot het gebouw.

Deze minimumvereisten zijn evenzeer van dwingend recht en moeten bij de schriftelijke huurovereenkomst worden gevoegd.

### Sanctie
De huurder heeft, indien het gehuurde goed niet voldoet aan bovenstaande criteria, de keuze om ofwel de uitvoering van de werken te eisen die nodig zijn om het gehuurde goed wél aan de voorwaarden te doen beantwoorden, ofwel de ontbinding van de huurovereenkomst met schadevergoeding te vorderen. In afwachting van de werking kan de rechter een vermindering van de huurprijs toestaan.

#### Bewijs
De huurder moet bewijzen dat de slechte staat aanwezig was om het moment van ingenottreding.

## Duur en beëindiging
De basisregel is dat elke woninghuurovereenkomst geacht wordt te zijn aangegaan voor een duur van negen jaar. Toch staat het de partijen vrij om een contract van korte duur te sluiten hierover, met een maximum van drie jaar. Dit werd door de wetgever als een uitzondering bedoeld. Ook een huurovereenkomst van langer dan negen jaar is mogelijk. Zelfs een levenslange duur is mogelijk.

### Negen jaar
Negen jaar is de basisregel. Wordt geen duur bepaald in het contract, dan geldt van rechtswege een duur van negen jaar. Wanneer de gehuurde woning pas in de loop van de huurovereenkomst tot hoofdverblijf wordt bestemd, neemt de termijn van negen jaar slechts een aanvang vanaf de dag waarop de verhuurder hiertoe zijn toestemming heeft gegeven.
De huurovereenkomst eindigt niet van rechtswege na verloop van negen jaar. Zodat de overeenkomst zou eindigen, is een opzegging vereist die minstens zes maanden voor de vervaldag moet betekend worden. Indien geen opzegging gebeurt, wordt de huurovereenkomst van rechtswege verlengd met een duur van drie jaar. Het gaat niet om een vernieuwing of hernieuwing, waardoor het niet om een nieuwe overeenkomst gaat. De oude overeenkomst blijft van kracht, doch met een andere duur. Dezelfde contractuele voorwaarden blijven dus gelden. Tijdens deze nieuwe driejarige periode, is, om de overeenkomst te beëindigen, weer een opzegging vereist (zes maanden voor het einde van de driejarige periode). Zo dit niet gebeurt, wordt de overeenkomst weer verlengd voor een duur van drie jaar.

### Vroegtijdige beëindiging door huurder
De huurder heeft het recht om de overeenkomst op elk tijdstip te beëindigen met inachtneming van een opzeggingstermijn van drie maanden die begint te lopen op de eerste dag van de daaropvolgende maand. De huurder kan in principe nog altijd een verlenging wegens buitengewone omstandigheden vragen.
Als de opzegging gebeurt tijdens de eerste driejarige periode, heeft de verhuurder recht op schadevergoeding. Deze vergoeding is forfaitair vastgesteld in de wet en is omgekeerd evenredig met de al verstreken duur van de overeenkomst. Die bedraagt:
- drie maand huur indien de overeenkomst een einde neemt gedurende het eerste jaar;
- twee maand huur indien de overeenkomst een einde neemt gedurende het tweede jaar;
- een maand huur indien de overeenkomst een einde neemt gedurende het derde jaar.

De registratieverplichting is ten laste van de verhuurder. Indien hij die niet heeft nageleefd, moet de huurder geen opzeggingstermijn naleven en is hij geen vergoeding verschuldigd.
Indien de huurder een tegenopzegging doet, dan bedraagt de opzeggingstermijn één maand.

### Vroegtijdige beëindiging door de verhuurder
De verhuurder heeft ook het recht de overeenkomst vroegtijdig te beëindigen met inachtneming van een opzeggingstermijn van zes maanden. Hij kan dit enkel doen in drie gevallen:
1. de opzegging met het oog op persoonlijke bewoning of bewoning door familieleden;
2. de opzegging voor het uitvoeren van werken in het gehuurde goed;
3. de opzegging zonder motief maar met schadevergoeding.[43]

De verhuurder kan een eens gemaakte keuze van opzeggingsmotief achteraf niet meer wijzigen. Doet hij dit wel, dan is de opzegging relatief nietig.

#### Persoonlijke bewoning / door familieleden
De verhuurder mag opzegging geven indien hij voornemens is het goed persoonlijk en werkelijk te betrekken of het op dezelfde wijze te laten betrekken door zijn afstammelingen, zijn aangenomen kinderen, zijn bloedverwanten in opgaande lijn, zijn echtgenoot, door diens afstammelingen, bloedverwanten in opgaande lijn en aangenomen kinderen, door zijn bloedverwanten in de zijlijn en de bloedverwanten in de zijlijn van zijn echtgenoot tot in de derde graad. Dit is een limitatieve opsomming.
De opzegging moet de identiteit vermelden van de persoon die het goed zal betrekken en diens band van verwantschap met de verhuurder. De verhuurder moet, op vraag van de huurder, de band van verwantschap bewijzen binnen twee maanden te rekenen vanaf het verzoek. Anders kan de huurder de nietigverklaring van de opzegging vorderen, uiterlijk twee maand vóór het verstrijken van de opzeggingstermijn. Indien de opzegging wordt gegeven ten voordele van bloedverwanten in de derde graad, kan de opzegging niet verstrijken vóór het einde van de 20 eerste driejarige periode vanaf de inwerkingtreding van de huurovereenkomst.
De nieuwe bewoner moet het goed binnen het jaar na het verstrijken van de opzegging betrekken, of, in geval van verlenging, na de teruggave van het goed door de huurder, en er gedurende ten minste twee jaar werkelijk en doorlopend blijven wonen.
De sanctie voor de verhuurder indien hij deze voorwaarden niet naleeft, is de betaling van een schadevergoeding tot beloop van 18 maanden huur, tenzij hij het bewijs kan leveren van buitengewone omstandigheden (zoals overmacht). De beoordeling van de buitengewone omstandigheden gebeurt door de feitenrechter die hier soeverein oordeelt.
De partijen kunnen overeenkomen om de mogelijkheid van vroegtijdige beëindiging uit te sluiten of te beperken.

#### Uitvoeren van werken
De verhuurder kan de huur beëindigen bij het verstrijken van de eerste en de tweede driejarige periode, met het oog op gehele of gedeeltelijke wederopbouw, verbouwing of renovatie van het goed. Deze werkzaamheden moeten worden uitgevoerd met eerbiediging van de bestemming van het goed, zoals die voortvloeit uit de wettelijke bepalingen inzake stedenbouw. Dit voorkomt een wijziging van de bestemming, bijvoorbeeld van woonruimte naar kantoorruimte.
De werken moeten worden uitgevoerd aan het door de huurder bewoonde gedeelte. Het criterium is de plaats van de werken, niet de aard ervan: zo zijn werken aan de gevel, de zolder, de tuin, de gemeenschappelijke delen van een appartementsgebouw enz. niet
voldoende om de opzegging te rechtvaardigen
De werken moeten meer kosten dan drie jaar huur van het goed. Indien het gebouw, waarin het verhuurde goed is gelegen, uit verscheidene verhuurde woningen bestaat die eigendom zijn van dezelfde verhuurder, dan moeten de werkzaamheden meer kosten dan twee jaar huur van al de woningen, die er ongerief van ondervinden.
De huurder moet in kennis worden gesteld van een stuk waarmee de verhuurder de ernst van zijn voornemen staaft: een bouwvergunning, een omstandig bestek, een beschrijving van de geplande werken met een gedetailleerde kostenraming, of een aannemingsovereenkomst.
Nadat de door de verhuurder gegeven opzegging is verstreken of nadat, in geval van verlenging, de huurder het goed heeft teruggegeven, kan de verhuurder de verscheiden betrokken huurovereenkomsten op ieder tijdstip beëindigen, voor zover geen ervan tijdens het eerste jaar wordt opgezegd.
De sanctie voor de verhuurder, indien hij deze voorwaarden niet naleeft, is, zoals bij de persoonlijke bewoning, weer de betaling van een schadevergoeding ten belope van achttien maanden huur, tenzij hij het bewijs van kan leveren van buitengewone omstandigheden die het niet of te laat uitvoeren van bouw- of verbouwingswerken rechtvaardigen, bijvoorbeeld faillissement enz. Het betreft weerom een feitenkwestie.
De partijen kunnen overeenkomen om de mogelijkheid van vroegtijdige beëindiging uit te sluiten of te beperken.

#### Betaling schadevergoeding
De verhuurder kan de overeenkomst beëindigen zonder opgave van redenen, maar met betaling van een schadevergoeding. Deze schadevergoeding is forfaitair vastgesteld en bedraagt:
- negen maand huur indien de overeenkomst een einde neemt bij het verstrijken van de eerste driejarige periode;
- zes maand huur indien de overeenkomst een einde neemt bij het verstrijken van de tweede driejarige periode.

De partijen kunnen overeenkomen om ook deze mogelijkheid van vroegtijdige beëindiging voor de verhuurder uit te sluiten of te beperken.

### Hoogstens drie jaar
De woninghuurovereenkomst kan worden gesloten voor een duur van ten hoogste drie jaar. De huur van korte duur kan slechts eenmaal worden verlengd, schriftelijk en onder dezelfde voorwaarden, op voorwaarde dat de totale duur drie jaar niet overschrijdt.
De overeenkomst eindigt van rechtswege bij het verstrijken van de contractueel overeengekomen termijn maar indien de huurder na het verstrijken van die termijn door de verhuurder in het goed wordt gelaten of indien er geen tijdig betekende opzegging is, dan wordt de overeenkomst geacht aangegaan te zijn voor een duur van negen jaar met als aanvangsdatum de datum van inwerkingtreding van de eerste huurovereenkomst van korte duur. De huurovereenkomst wordt dan op alle punten behandeld zoals een huurovereenkomst van negen jaar.
De huurprijs en alle andere voorwaarden blijven dezelfde als die in de eerste overeenkomst van korte duur, zelfs al zouden de partijen een andere overeenkomst sluiten. Deze regel geldt ook voor accessoire verplichtingen die in de huurovereenkomst zijn opgenomen, zoals zekerheidsstellingen door derden, in afwijking van de regel in het algemeen huurrecht. Bijzondere oppassendheid is hier vereist voor een partij die een dergelijke accessoire verbintenis opneemt: een persoonlijke borgstelling voor een contract van bijvoorbeeld een jaar kan zonder meer worden uitgebreid naar negen jaar.
Indien de partijen de automatische omzetting naar een negenjarige overeenkomst willen voorkomen, dient een van hen ten minste drie maanden vóór het verstrijken van de in de overeenkomst bepaalde duur een opzegging te betekenen.

#### Vroegtijde beëindiging
De overeenkomst van korte duur kan door geen van beide partijen voortijdig worden beëindigd, omdat de wet dit verbiedt.
Om de overeenkomst tegenstelbaar te maken aan derden, moet zij worden overgeschreven op het hypotheekkantoor, waardoor een authentieke akte vereist is. De termijnen en modaliteiten van opzegging van de negenjarige huurovereenkomsten gelden evenzeer voor de overeenkomsten van langere duur. De opzeggingstermijn van zes maanden, die wél uitdrukkelijk wordt vermeld, moet op dezelfde manier worden bekeken als bij een huurovereenkomst van negen jaar, zodat de huurder een opzeggingstermijn van slechts drie maanden moet respecteren.
Indien geen opzegging wordt gegeven of indien zij te laat gebeurt, wordt de huurovereenkomst van rechtswege verlengd voor een duur van drie jaar.
De vergoeding, die de verhuurder moet betalen, indien hij ongemotiveerd opzegt bij het verstrijken van de derde of een latere driejarige periode, bedraagt drie maanden huur.

### Levenslange woninghuur
Levenslange woninghuur voor het leven van de huurder is mogelijk sinds de wetswijziging van 1997. Deze overeenkomst eindigt van rechtswege bij het overlijden van de huurder. Er wordt aangenomen dat in het geval van meerdere huurders de overeenkomst eindigt bij het overlijden van de langstlevende huurder.
De huurder kan te allen tijde opzeggen. De verhuurder kan dit niet, tenzij de partijen dit hebben uitgesloten.

### Meer dan negen jaar
Een woninghuurovereenkomst kan aangegaan worden voor een periode langer dan negen jaar. Het gemeen recht legt wel een beperking op van een maximumduur van 99 jaar.

### Verlenging wegens buitengewone omstandigheden
Wanneer een huurovereenkomst eindigt ten gevolge van een opzegging of vervalt ten gevolge van het verstrijken van de contractueel bedongen termijn (wat eerder zeldzaam is), kan de huurder om een verlenging verzoeken, indien hij het bewijs levert van buitengewone omstandigheden. Dit zijn situaties die het de huurder, uiterst moeilijk maken om het gehuurde goed bij het verstrijken van de opzeggingstermijn te verlaten. De wet vermeldt uitdrukkelijk de hoge leeftijd van de huurder. Andere voorbeelden: zwangerschap, plotse werkloosheid, ernstige ziekte, het nog niet afgewerkt zijn of nog niet beschikbaar zijn van een nieuwe woning enz. Deze wetsbepaling wordt in rechtsleer dan ook de sociale clausule genoemd.
De huurder moet de aanvraag om verlenging tot de verhuurder richten bij aangetekende brief, uiterlijk een maand voor de vervaldag van de huur, op straffe van nietigheid. De partijen zijn volledig vrij bij het vaststellen van de duur en de modaliteiten van de verlenging. Als zij geen overeenstemming kunnen bereiken, doet de rechter uitspraak naar billijkheid. Hij heeft daarbij een ruime bevoegdheid:
- de belangen van beide partijen afwegen;
- de duur van de verlenging vaststellen, die bepaald moet zijn;
- een verhoging van de huurprijs toestaan, op verzoek van de huurder;
- de schadevergoeding voor ongemotiveerde opzegging verminderen of opheffen op verzoek van de verhuurder.

De huurder kan één keer om hernieuwing van de verlenging wegens buitengewone omstandigheden verzoeken, onder "dezelfde voorwaarden". Aangenomen wordt dat "dezelfde procedure" wordt bedoeld.

## Huurprijs
In principe kunnen de verhuurder en huurder de huurprijs volledig vrij bepalen door hun wilsvrijheid en contractvrijheid. Hetzelfde geldt voor de kosten en lasten, die de huurder voor zijn rekening moet nemen. Ze kunnen ofwel forfaitair ofwel op grond van de werkelijke uitgaven worden afgerekend. Het is echter verboden om de onroerende voorheffing ten laste van de huurder te leggen.

### Huurcontract van korte duur
Voor contracten van korte duur is slechts een verlenging toegestaan onder dezelfde voorwaarden, dus ook dezelfde prijs. Deze wetsbepaling is het gevolg van de misbruiken die bij huurovereenkomsten van korte duur plaatsvonden, waarbij de verhuurder het eerste contract beëindigde en daarna een nieuw contract van korte duur sloot met dezelfde huurder, doch aan een hogere huurprijs.
In het geval van kortlopende huurovereenkomsten met verschillende huurders zal, in geval van beëindiging door de verhuurder, de basishuurprijs gedurende negen jaar niet hoger mag zijn dan de eisbare huurprijs bij het begin van de negenjarige periode, proportioneel aangepast aan de kosten van levensonderhoud, tenzij de normale huurwaarde van het goed intussen, ten gevolge van nieuwe omstandigheden met minstens twintig procent, of ten gevolge van werken met minstens tien procent is gestegen. Deze huurprijs wordt periodiek geïndexeerd volgens de gezondheidsindex.

### Indexering
Een periodieke indexering of aanpassing van de huurprijs door middel van een indexeringsformule is slecht mogelijk indien de partijen zulks zijn overeengekomen. De aanpassing van de huurprijs aan de kosten van levensonderhoud gebeurt op schriftelijk verzoek van de belanghebbende partij, zelfs indien het contract hierover niets bepaalt. De partijen kunnen de mogelijkheid tot indexering uitdrukkelijk uitsluiten.
De aanpassing kan slechts eenmaal per jaar gebeuren, vanaf de verjaardag van de inwerkingtreding van de huurovereenkomst. De voorwaarden van artikel 1728bis BW zijn van toepassing. Het schriftelijk verzoek tot aanpassing werkt slechts terug tot drie maanden voorafgaand aan de maand, waarin het werd gedaan. Op die wijze wordt definitief een einde gemaakt aan de vroegere betwistingen over achterstallige indexeringen.

### Herziening van de huurprijs en lasten
Alle bestanddelen van de vergoeding, die de huurder aan de verhuurder betaalt, zijn vatbaar voor periodieke herziening. De huurprijs kan worden aangepast. Dit is niet hetzelfde als een indexering: de partijen stellen een nieuwe basishuurprijs vast. Voor de kosten en lasten kan een regeling tot betaling van een forfait worden omgezet naar een afrekening op grond van werkelijke uitgaven, of kan het forfait worden aangepast. Het omgekeerde is niet mogelijk.
Voor de herziening van de huurprijs worden in de wet verschillende stadia voorzien. In een eerste fase gebeurt de herziening door de partijen zelf, in onderling overleg. Zij kan enkel maar gebeuren tussen de negende en de zesde maand vóór het verstrijken van elke driejarige periode. Indien de partijen niet overeenkomen (of de vraag nooit is gesteld), dan kan de belanghebbende partij een vordering instellen voor de Vrederechter, tussen de zesde en de derde maand vóór het verstrijken van de lopende driejarige periode. In dit stadium is de herziening niet meer vrij. De rechter oordeelt weliswaar naar billijkheid, maar herziening is enkel mogelijk indien de normale huurwaarde van het goed is gewijzigd.
Deze waarde wordt objectief vastgesteld als degene die het goed in de ogen van een gemiddelde huurder zou hebben, rekening houdend met omstandigheden zoals de ligging van het goed. Voor de wijziging van de huurwaarde zijn minima voorzien:
- als gevolg van nieuwe omstandigheden ligt de huurwaarde ten minste 20% hoger of lager dan de op het ogenblik van het verzoek eisbare huurprijs;
- specifiek ten gunste van de verhuurder is een verhoging mogelijk, indien deze bewijst dat als gevolg van werken, die hij liet uitvoeren, de normale huurwaarde van het gehuurde goed met ten minste 10% is gestegen ten opzichte van de op het ogenblik van het verzoek eisbare huurprijs, behalve wanneer die werken noodzakelijk waren om het goed aan de vereiste minimumstandaarden te doen beantwoorden;
- indien het gaat om een herziening wegens de hierboven vermelde nieuwe omstandigheden, dan moeten deze, opdat de rechter ze in aanmerking zou mogen nemen, objectief zijn, d.i. onafhankelijk van de wil van de partijen en onvoorzienbaar op het ogenblik van het sluiten van de overeenkomst;
- de gewijzigde omstandigheden moeten vermoedelijk invloed blijven hebben gedurende de volgende driejarige periode.

De herziene huurprijs geldt vanaf de eerste dag van de volgende driejarige periode. Indien een eventuele betwisting tussen de partijen nog hangend is, dan kan de oorspronkelijke huurprijs worden gevorderd tot op de dag van de definitieve beslissing, die dan terugwerkende kracht heeft tot de eerste dag van de begonnen driejarige periode.
Voor de herziening van de forfaitair bepaalde lasten en kosten wordt in de wet niet de mogelijkheid vermeld voor de partijen, om in onderling overleg deze bedragen te herzien. Deze herziening kan dus enkel kan via een procedure voor de Vrederechter. De termijn voor het instellen van de vordering is dezelfde als bij de herziening van de huurprijs, nl. tussen de derde en de zesde maand vóór het verstrijken van de lopende driejarige periode. De rechter houdt onder meer rekening met de ontwikkeling van de werkelijke uitgaven en oordeelt naar billijkheid. Wat de omzetting van een regeling van forfaitair bepaalde lasten en kosten naar een op grond van werkelijke uitgaven betreft, wordt vrij algemeen aangenomen dat de partijen dit wél in onderling overleg kunnen overeenkomen. Indien de omzetting wordt gevraagd voor de rechter, dan staat deze ze enkel toe indien dit technisch en redelijkerwijze mogelijk is.
In een levenslange huurovereenkomst kunnen de partijen het recht op herziening contractueel uitsluiten.

### Huurwaarborg
In de Woninghuurwet wordt zeer omstandig afgeweken van de beginselen inzake de huurwaarborg van het algemeen huurrecht. De huurwaarborg kan bestaan uit een geldsom, of uit andere zaken, die in pand kunnen worden gegeven (bv. effecten), of uit een persoonlijke zekerheid (bv. een bankwaarborg). Wanneer het niet gaat om geld of om een bankwaarborg, is de regeling niet dwingend toepasselijk. Dit leidt er sinds enige tijd toe, dat sommige gespecialiseerde zakenkantoren zelf gecreëerde effecten aanbieden, die de verhuurder zouden toelaten om aan de stringente wettelijke bepalingen te ontsnappen. Een combinatie van verschillende waarborgen is onmogelijk, hoewel dit niet uitdrukkelijk in de wet is opgenomen.
De huurder heeft de keuze uit drie types van huurwaarborg:
- een geïndividualiseerde rekening op naam van de huurder bij een financiële instelling; dan mag de waarborg niet meer dan twee maand huur bedragen;
- een bankwaarborg die het de huurder mogelijk maakt om de waarborg progressief samen te stellen - dan mag de waarborg niet meer dan drie maand huur bedragen;
- een bankwaarborg ten gevolge van een standaardcontract tussen een OCMW en een financiële instelling; ook dan is het maximum drie maand huur.

Wanneer een geïndividualiseerde rekening op naam van de huurder wordt geopend, dan wordt de interest van deze rekening gekapitaliseerd; hij is onbeschikbaar zowel voor de huurder als voor de verhuurder. De verhuurder krijgt een voorrecht op het actief van de rekening voor elke schuldvordering voortvloeiend uit de gehele of gedeeltelijke niet-nakoming door de huurder van zijn verplichtingen. Omtrent de rang van dit voorrecht bevat de wet geen enkele bepaling.
Wanneer de huurder kiest voor een bankwaarborg, waarbij hij zich verbindt die volledig samen te stellen middels constante maandelijkse afbetalingen gedurende de duur van de huurovereenkomst, met een maximumduur van drie jaar, is deze gelijk aan een bedrag van maximaal drie maanden huur. De financiële instelling moet die zijn waar de huurder in voorkomend geval zijn rekening heeft en waar zijn beroeps- of vervangingsinkomsten worden gestort.
Indien de huurder stopt met het storten van zijn beroeps- of vervangingsinkomens bij de desbetreffende instelling, is die ertoe gerechtigd om de integrale en onmiddellijke samenstelling van de waarborg te eisen, onverminderd de mogelijkheid om die over te brengen naar een andere financiële instelling. Niettegenstaande de wet op het statuut van en het besluit op de kredietinstellingen van 22 maart 1993, kan een financiële instelling deze waarborg niet weigeren om redenen in verband met de kredietwaardigheid van de huurder. De wet van 12 juni 1991 op het consumentenkrediet is niet van toepassing.
De huurder is geen debetrente verschuldigd aan de financiële instelling, die hem rente moet uitkeren vanaf de dag dat de waarborg volledig is samengesteld. De financiële instelling beschikt over de voorrechten van het gemeen recht ten overstaande van de huurder in geval hij zijn verplichting om de waarborg progressief samen te stellen, niet naleeft.
Wanneer de huurder kiest voor een bankwaarborg die gelijk is aan een bedrag van maximaal drie maanden huur ten gevolge van een standaardcontract tussen een OCMW en een financiële instelling, is het dat OCMW dat daar om verzoekt bij de financiële instelling, die de waarborg toestaat ten gunste van de verhuurder.
De Koning legt het formulier vast waarmee de financiële instellingen ten aanzien van de verhuurders zullen bevestigen dat de huurwaarborg toegekend is, ongeacht de manier waarop deze waarborg wordt gevormd.
Over de waarborgsom kan worden beschikt ten gunste van de huurder of de verhuurder, maar enkel indien een van volgende voorwaarden is vervuld:
- de partijen moeten aan de betrokken financiële instelling een schriftelijk akkoord overleggen, dat ten vroegste na de beëindiging van de huur is opgemaakt;
- ofwel moet een afschrift van een rechterlijke beslissing worden overgelegd, die het gevolg is van een procedure die de partijen bij gebrek aan overeenstemming hebben ingeleid; het vonnis is uitvoerbaar bij voorraad niettegenstaande verzet of beroep en zonder borgtocht noch kantonnement.

## Overdracht van huur
De overdracht van de huurovereenkomst betreffende een woning, die tot hoofdverblijfplaats dient, is principieel verboden, tenzij de verhuurder schriftelijk en voorafgaandelijk zijn toestemming. De verhuurder kan deze toestemming in de huurovereenkomst zelf geven, of in een afzonderlijke akte. De verhuurder kan instemmen met het feit van een overdracht in het algemeen, maar er kunnen ook beperkingen worden opgelegd: bv. enkel een bepaalde overnemer, voorafgaand bewijs van solvabiliteit van een kandidaat-overnemer etc.

### Gevolgen
De huurder-overdrager wordt ontheven van elke toekomstige verplichting, tenzij het tegendeel werd bedongen in de schriftelijke toestemming van de verhuurder.
Indien de huuroverdracht gebeurt met de schriftelijke en voorafgaande toestemming van de verhuurder, dan verdwijnt de oorspronkelijke huurder voor de toekomst volledig uit de contractuele relatie. Indien de verhuurder voorbehoud heeft gemaakt betreffende het ontslag van de oorspronkelijke huurder van diens contractuele verplichtingen, dan blijft deze samen met de nieuwe huurder in solidum gehouden tot de uitvoering van de uit de huurovereenkomst voortvloeiende contractuele verplichtingen.

### Sancties
Indien de huurder de huurovereenkomst overdraagt zonder de toestemming van de verhuurder, dan is alleen hij tegenover de verhuurder en de overnemer aansprakelijk voor inbreuken op de hierboven vermelde voorschriften. Alleszins is de overdracht de verhuurder niet tegenstelbaar. De verhuurder beschikt dan over de algemene sancties voor een contractuele wanprestatie: hij kan de uitvoering in natura van de overeenkomst vorderen, wat neerkomt op de verwijdering van de nieuwe huurder, of bij equivalent, of hij kan de ontbinding van de overeenkomst vorderen, eventueel met schadevergoeding. De overnemer kan dit ook.

## Onderhuur
Onderhuur is de situatie waarin de huurder de woning zelf verhuurt aan een derde. Onderhuur is ofwel volledig ofwel gedeeltelijk.

### Volledige onderhuur
De volledige onderverhuring van een woning, die de huurder tot hoofdverblijfplaats dient, is verboden. Volledige onderverhuring leidt er immers per definitie toe, dat de hoofdhuurder het gehuurde goed niet meer als hoofdverblijfplaats gebruikt, zodat op hem de beschermende regels van de Woninghuurwet niet meer van toepassing zouden zijn, terwijl ze wél toepassing zouden vinden ten aanzien van de onderhuurder, die het gehuurde goed tot hoofdverblijfplaats bestemt. De overeenkomst met de hoofdhuurder zou door de verhuurder vrij gemakkelijk kunnen worden beëindigd overeenkomstig de regels van het algemene huurrecht. De onderhuurder zou tegenover de hoofdhuurder dan weinig hebben aan de bescherming van de Woninghuurwet: de onderhuur eindigt immers samen met de hoofdhuur. Tegenover de verhuurder kan de onderhuurder geen rechten doen gelden, bij gebrek aan een rechtstreekse contractuele band tussen beiden.

### Gedeeltelijk onderhuur
De gedeeltelijke onderverhuring van het goed is daarentegen wel mogelijk, mits vervulling van twee voorwaarden:
- het resterende gedeelte van het gehuurde goed moet tot hoofdverblijfplaats van de hoofdhuurder bestemd blijven;
- de verhuurder moet zijn instemming betuigen met de onderverhuring. In tegenstelling tot het vereiste bij de huuroverdracht, is hier geen sprake van een schriftelijke en voorafgaande toestemming van de verhuurder. De bewijslast van de instemming rust op de hoofdhuurder, maar deze mag het bewijs leveren met alle middelen van recht.

Wanneer een onderverhuring plaatsvindt, kan de onderhuurder op zijn beurt het goed al dan niet tot zijn hoofdverblijfplaats bestemmen. Beide hypotheses hebben uiteenlopende gevolgen.
Indien de onderhuurder het gehuurde goed niet tot zijn hoofdverblijfplaats bestemt, dan is op de onderhuur logischerwijze het algemene huurrecht van toepassing, niet de Woninghuurwet. Dit is het geval wanneer bepaalde delen van een gehuurde woning worden onderverhuurd, zoals een garage, kantoorruimte, of kamers voor een vakantieverblijf.
Indien de onderhuurder het gehuurde goed wel bestemt tot hoofdverblijfplaats, dan is de Woninghuurwet zonder meer van toepassing op de onderhuur, maar er moeten enkele bijzondere bepalingen qua duur en beëindiging in acht worden genomen.
De duur van de onderhuurovereenkomst mag de nog resterende duur van de hoofdhuurovereenkomst niet overtreffen. De hoofdhuurder moet voorafgaandelijk de onderhuurder inlichten over zijn hoedanigheid (van onderhuurder) en over de omvang van zijn rechten (de nog resterende duur van de hoofdhuurovereenkomst), zodat de onderhuurder weet dat hij, indien de hoofdhuur voortijdig zou worden beëindigd, het goed vroeger dan overeengekomen zal moeten verlaten.
Wanneer de verhuurder de hoofdhuurovereenkomst beëindigt, moet de hoofdhuurder uiterlijk vijftien dagen na ontvangst van de opzegging een afschrift daarvan aan de onderhuurder betekenen en hem ervan in kennis stellen dat de onderhuurovereenkomst beëindigd wordt op dezelfde dag als de hoofdhuurovereenkomst. Er is dus geen afzonderlijke opzegging vereist.
Wanneer de hoofdhuurder de hoofdhuurovereenkomst beëindigt, moet hij wél een afzonderlijke opzegging geven aan de onderhuurder en daarbij drie voorwaarden vervullen:
- de opzeggingstermijn moet ten minste drie maanden bedragen;
- bij de opzegging aan de onderhuurder moet een afschrift van de opzegging aan de hoofdhuurder gevoegd zijn;
- aan de onderhuurder moet een vergoeding worden betaald, gelijk aan drie maand huur.

Wanneer de hoofdhuurovereenkomst op deze wijze wordt beëindigd, kan de onderhuurder geen verlenging wegens buitengewone omstandigheden van de onderhuurovereenkomst bekomen.
De sanctie voor de hoofdhuurder bij inbreuk op deze voorschriften is dezelfde als bij de huuroverdracht: alleen hij is tegenover de verhuurder en de onderhuurder aansprakelijk voor alle negatieve gevolgen ervan.

## Overdracht van het gehuurde goed
Wanneer de verhuurder het gehuurde goed overdraagt aan een derde, rijst zoals altijd de vraag wat het lot van de huurder is, m.n. of de verkrijger de lopende huurovereenkomst al dan niet moet eerbiedigen. In artikel 9 van de Woninghuurwet is hiervoor een bijzondere, van het algemene huurrecht afwijkende regeling opgenomen, die geldt voor alle vormen van vervreemding van het gehuurde goed, zowel ten bezwarende titel (bv. koop, ruil) als ten kosteloze titel (bv. schenking). Een onderscheid moet worden gemaakt naargelang de huurovereenkomst al dan niet een vaste datum heeft.

### Met vaste datum
De huurovereenkomst met vaste datum is zonder meer tegenstelbaar aan de verkrijger van het gehuurde goed, die gesubrogeerd wordt in de rechten en verplichtingen van de oorspronkelijke verhuurder. Een uitzettingsbeding in de oorspronkelijke huurovereenkomst, dat precies tot doel heeft deze tegenstelbaarheid te vermijden, wordt voor niet geschreven gehouden. Het kan nog wel nuttig zijn, indien de bestemming van het goed verandert in de loop van de huurovereenkomst.
De verkrijger kan dus de huur enkel beëindigen door naleving van de desbetreffende bepalingen van de Woninghuurwet; hij kan de huurder niet uitzetten, zelfs al is dit contractueel voorzien. In de rechtsleer wordt over het algemeen deze bescherming van de huurder als bijzonder afdoende beschouwd. Nochtans kan de toepassing van artikel 3, § 2 WHW ertoe leiden dat de huurder in vele gevallen na zes maand op straat staat, namelijk telkens wanneer de verkrijger het goed zelf of door familieleden wil laten betrekken. In dat geval kan immers de huurovereenkomst te allen tijde worden beëindigd mits een opzeggingstermijn van zes maand en zonder vergoeding. In zo’n geval blijft er niet veel over van de woonzekerheid, die met deze wet moest worden gerealiseerd, en heeft de huurder wel heel weinig aan de bescherming, die door een vaste dagtekening wordt geboden. Het is daarom belangrijk voor de huurder om gebruik te maken van de wettelijke mogelijkheid om een opzegging voor eigen gebruik contractueel uit te sluiten.
De datum van het verlijden van de authentieke akte is beslissend voor de tegenwerpelijkheid aan derden.

### Zonder vaste datum
Een huurovereenkomst zonder vaste datum is in principe niet tegenstelbaar aan de verkrijger van het goed, die de huurder zonder meer kan laten uitzetten. In de Woninghuurwet wordt hierop een uitzondering gemaakt, indien de huurder het goed al minstens zes maanden betrekt op het ogenblik van de vervreemding.
De verkrijger moet de huurovereenkomst eerbiedigen, zoals bij een overeenkomst met vaste datum, maar hij kan de huurder gemakkelijker opzeggen, indien hij de volgende voorwaarden vervult:
- de verkrijger moet de huurovereenkomst beëindigen binnen drie maanden, te rekenen vanaf de overschrijving van de authentieke akte van de overgang van eigendom;
- aan de huurder moet een opzeggingstermijn van drie maanden worden betekend.

De voordeliger opzeggingsmodaliteiten houden in dat de verkrijger nog steeds de voorwaarden, die gelden voor een voortijdige opzegging door de verhuurder (eigen gebruik, werken, geen motief) moet respecteren, maar dat hij bij een opzegging wegens grote verbouwingswerken of bij een niet-gemotiveerde opzegging niet moet wachten op het verstrijken van een driejarige periode. Bovendien is de opzeggingstermijn van drie maanden, die in dit geval moet worden gegeven, korter dan de degene die de verhuurder normaliter moet respecteren.
De datum van het verlijden van de authentieke akte wordt als beslissend tijdstip genomen.